# 水象
水象（すいしょう）とは、気象又は地震に密接に関連する陸水及び海洋の諸現象をいう。

## 水象の例
- 河川及び湖沼の変化
- 地下水の変化
- 海水の変化